# Cité Capitol
El Cité Capitol es un complejo residencial y comercial ubicado en avenida Independencia entre las calles Beltrán Mathieu y General Prieto, en la comuna de Independencia, ciudad de Santiago, Chile.
Fue proyectado por los arquitectos Manuel Parra y Óscar Galleguillos en 1926 por encargo de la familia Marió, importantes empresarios dedicados al teatro. Es por esto que originalmente el edificio se construyó con un teatro en su interior, el Teatro Capitol.
El inmueble, cuya obra gruesa está constituida por muros de albañilería de ladrillo, está conformado por viviendas agrupadas en dos pisos a lo largo de un pasaje que se accede por Independencia, atravesando un vestíbulo enmarcado en un arco.